# 迪爾菲爾德 (堪薩斯州)
迪爾菲爾德（英語：Deerfield）是一個位於美國堪薩斯州卡尼縣的城市。

## 地方資料
根據2020年美國人口普查的數據，迪爾菲爾德的面積為1.25平方千米，當中陸地面積為1.25平方千米，而水域面積為0.00平方千米。當地共有人口711人，而人口密度為每平方千米568.8人。